# Eket (peuple)
Pour les articles homonymes, voir Eket.
Les Eket sont une population d'Afrique de l'Ouest, vivant principalement dans le sud-est du Nigeria, dans l'État d'Akwa Ibom ou l'État de Cross River. C'est l'un des principaux sous-groupes des Ibibios.

## Ethnonymie
Selon les sources, on observe plusieurs variantes : Ekid, Ekit, Ekkett.

## Population
Selon les sources, leur nombre est estimé à 200 000 ou 1 million de personnes.
Ils ont des points communs avec les autres sous-groupes ibibio, mais aussi avec les Igbos.
La plupart des Eket vivent de l'agriculture et du commerce. Ils produisent notamment de l'huile de palme et des amandes. Ils vivent dans des villages organisés autour d'une cour centrale. Administrés par des conseils représentant les différents chefs de ménages, les villages liés entre eux par leurs valeurs communes : culte des ancêtres, esprits tutélaires et totems.
C'est une société patrilinéaire.[réf. souhaitée]

## Langue
Leur langue est l'eket (ou ekit), une langue bénoué-congolaise dont le nombre de locuteurs était estimé à 200 000 en 1989.

## Culture
Comme beaucoup d'autres peuples ouest-africains, ils sont réputés pour leurs sculptures sur bois. Leurs masques, souvent de forme circulaire, sont recherchés par les collectionneurs.

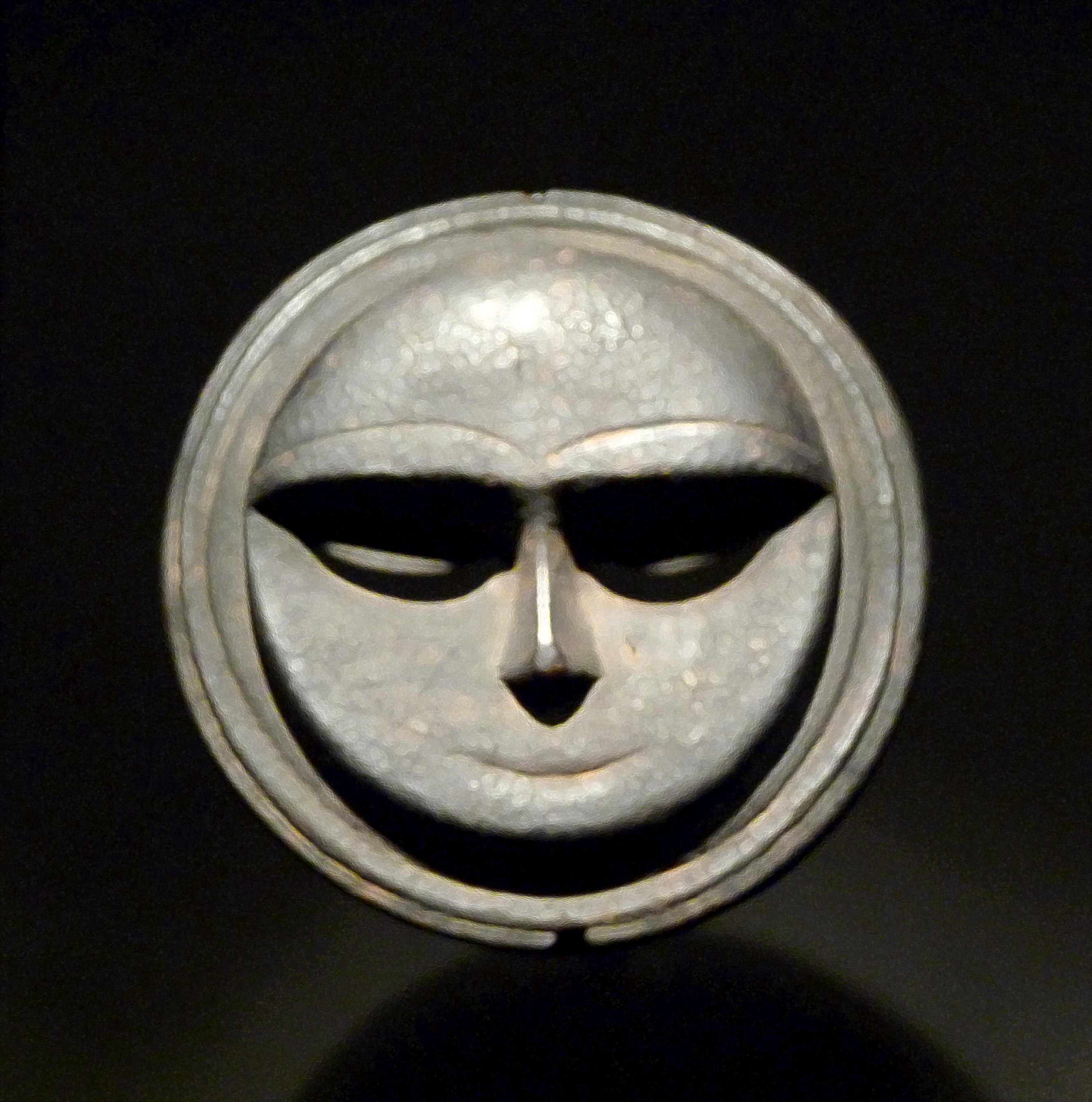
Masque
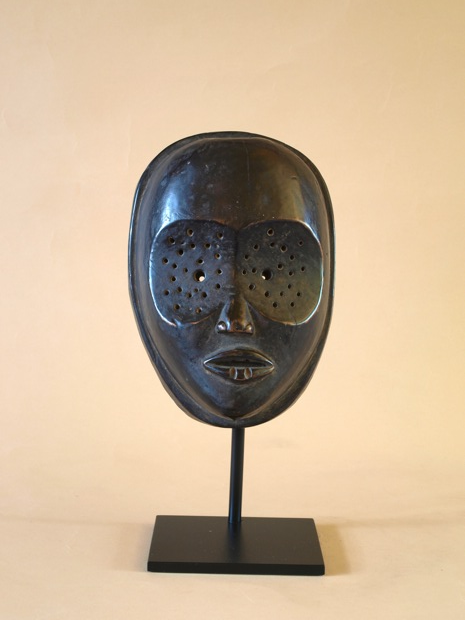
Masque
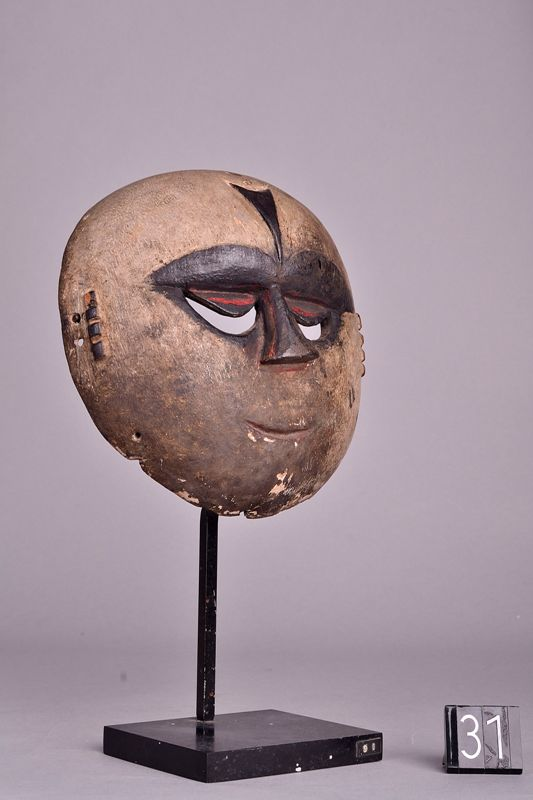
Masque
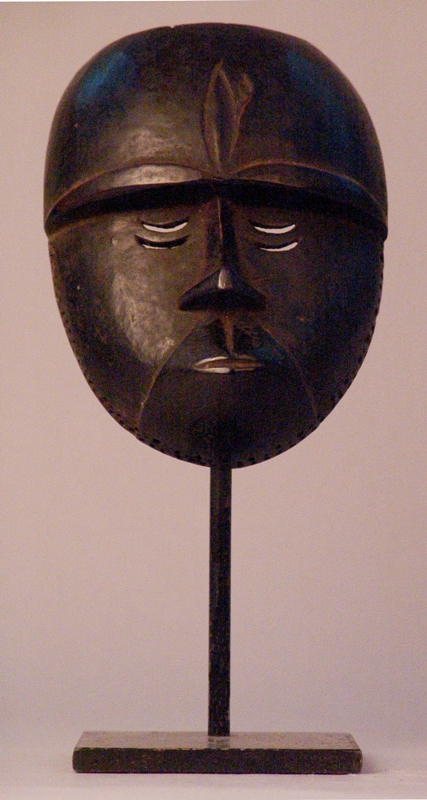
Masque

- Masque[5]
- Masque[6]
- Masque[6]
- Masque[6]